# Bezirk Nereta
Der Bezirk Nereta (Neretas novads) war ein Bezirk in Lettland, der von 2009 bis 2021 existierte. Bei der Verwaltungsreform 2021 wurde der Bezirk aufgelöst, seine Gemeinden gehören seitdem zum neuen Bezirk Aizkraukle.

## Geographie
Der Bezirk lag im Süden des Landes an der Grenze zu Litauen.

## Bevölkerung
Seit 2009 bestand eine Verwaltungsgemeinschaft der Gemeinden Nereta, Mazzalvas, Pilskalne und Slave. 2010 waren 4383 Einwohner gemeldet.

## Religion
Die Katholiken des Bezirks gehörten zum Bistum Jelgava. Katholische Kirchen existieren in Nereta (Hl.-Geist-Kirche, Svētā Gara baznīca) sowie in den Ortsteilen Ērberģe und Kankaļi (St. Johannes der Täufer, Svētā Jāņa Kristītāja baznīca) der Gemeinde Mazzalvas.

## Nachweise
1. ↑  Vides aizsardzības un reģionālās attīstības ministrija (Ministerium für Naturschutz und Regionalentwicklung), Karten und Auflistung der Verwaltungseinheiten, abgerufen am 27. Juli 2021